# Risky Business
Pour plus de détails, voir Fiche technique et Distribution.
Risky Business est une comédie dramatique américaine écrite et réalisée par Paul Brickman, sortie en 1983. Il s’agit de l'un des premiers films à révéler Tom Cruise.

## Synopsis
Un jeune lycéen d'une banlieue de Chicago, qui profite de l'absence de ses parents, voit sa vie chamboulée à la suite de la rencontre d'une call-girl.
Joel Goodson (Tom Cruise) est un lycéen de Glencoe, banlieue cossue de Chicago. Ce fils unique traverse une période difficile : ses parents ne lui laissent guère de liberté tout en le couvant comme un gamin, il rêve d'intégrer la prestigieuse université de Princeton, mais ses notes sont moyennes et il est d'une timidité excessive avec les filles. Un jour, alors que les parents de Joel sont partis en vacances pour quelques jours, son ami Miles (Curtis Armstrong) le convainc d'appeler une call-girl dans une petite annonce pour sortir de sa coquille. Mais la prostituée se révèle être un travesti qui, après avoir obtenu l'argent pour le dédommagement, lui laisse les coordonnées de Lana (ici jouée par Rebecca De Mornay), avec qui il couche.
Mais, le lendemain, Lana part en emportant l'œuf de cristal de grande valeur de la mère de Joel, alors que celui-ci est parti retirer de l'argent à la banque. Un soir, avec Miles, il la retrouve et la sauve des griffes de son proxénète, Guido (Joe Pantoliano). Dans la foulée, elle s'installe avec Vicki (Shera Danese) chez Joel.
Plus tard, lors d'une virée avec la Porsche 928 de son père, Joel coule accidentellement la voiture dans le lac Michigan. Pour couvrir les dépenses associées à la réparation de la voiture, Joel décide de transformer la résidence de ses parents en maison close avec l'aide de Lana.
Au retour de ses parents, il apprend qu'il est accepté à Princeton. Il retrouve Lana au restaurant, puis ils discutent de leur futur. Elle lui exprime son souhait de passer la soirée ensemble et il plaisante sur ce que ça va lui coûter à elle.

## Fiche technique
- Titre original et français : Risky Business
- Titre québécois : Quelle affaire
- Réalisation et scénario : Paul Brickman
- Direction artistique : William J. Cassidy
- Costumes : Robert De Mora
- Photographie : Bruce Surtees et Reynaldo Villalobos (en)
- Montage : Richard Chew
- Musique : Tangerine Dream
- Production : Jon Avnet et Steve Tisch ; James O'Fallon (coproduction)
- Société de production : Geffen Pictures
- Société de distribution : Warner Bros.
- Pays d'origine :  États-Unis
- Langues originales : anglais, allemand
- Budget : 6,2 millions de dollars[1]
- Format : couleur - 35 mm
- Genre : comédie dramatique
- Durée : 98 minutes
- Dates de sortie en salles:
  - États-Unis : 5 août 1983
  - France : 21 mars 1984
- Affiche : Jouineau Bourduge (France)

## Distribution
- Tom Cruise (VF : Vincent Ropion) : Joel Goodson
- Rebecca De Mornay (VF : Maïk Darah) : Lana
- Joe Pantoliano (VF : Daniel Gall) : Guido
- Richard Masur (VF : Georges Berthomieu) : Rutherford
- Bronson Pinchot (VF : Guy Chapellier) : Barry
- Curtis Armstrong (VF : Marc François) : Miles
- Nicholas Pryor (VF : Gabriel Cattand) : le père de Joel
- Janet Carroll (VF : Martine Messager) : la mère de Joel
- Shera Danese (VF : Béatrice Delfe) : Vicki
- Raphael Sbarge (VF : Éric Baugin) : Glenn
- Bruce A. Young (VF : Sady Rebbot) : Jackie
- Nathan Davis (VF : Bernard Tixier) : le professeur
- Scott Harlan (VF : Roger Lumont) : Stan Licata
- Bruno Aclin (VF : Roger Lumont) : le mécanicien
- Jonathan Chapin (VF : Michel Mella) : l'ado à la station-essence
- Jason Gedrick : un invité à la fête (non crédité)

## Nominations
- Golden Globe 1984 pour Meilleur acteur dans la catégorie comédie/film musical (Tom Cruise).
- Writers Guild of America Award 1984 pour Meilleure comédie écrite directement pour l'écran.

## Commentaire
Vous pouvez aider à l'améliorer ou bien discuter des problèmes sur sa page de discussion.
- Il ne cite pas suffisamment ses sources. Vous pouvez indiquer les passages à sourcer avec {{référence nécessaire}} ou {{Référence souhaitée}}, et inclure les références utiles en les liant aux notes de bas de page. (Marqué depuis mars 2022)
- Les sections « Anecdotes », « Autres détails », « Le saviez-vous ? », « Citations », « Autour de... », etc., peuvent être inopportunes dans les articles. Il convient, si ces faits présentent un intérêt encyclopédique et sont correctement sourcés, de les intégrer dans d’autres sections. (Marqué depuis mars 2022)

- Archive Wikiwix
- Bing
- Cairn
- DuckDuckGo
- E. Universalis
- Gallica
- Google
- G. Books
- G. News
- G. Scholar
- Persée
- Qwant
- (zh) Baidu
- (ru) Yandex
- (wd) trouver des œuvres sur Wikidata

- Risky Business est le film qui a fait de Tom Cruise (ici dans le rôle de Joel Goodson) un acteur de premier plan.
- Le tournage a lieu du 7 juillet 1982 à septembre 1982 dans l'Illinois (Chicago, Deerfield)
- Il est aussi considéré comme une satire sociale, notamment dans sa description des rites de passage auxquels les adolescents américains sont soumis.

Certaines scènes de Risky Business ont fait l'objet de nombreuses parodies et clins d'œil, des Simpson à Spectacular Spiderman ou South Park à des épisodes respectifs des séries Newport Beach, Scrubs, Dawson ou Une nounou d'enfer (The Nanny) , dans le clip des Jonas Brothers "What A Man Gotta Do" (Nick Jonas joue le rôle de Tom Cruise) et dans certains films comme Collège Attitude.
- The Girl Next Door, sorti en 2004, peut être vu à la fois comme une version remise à jour et un hommage à Risky Business, reproduisant la structure du récit et faisant plusieurs clins d'œil au film de Brickman.
- La scène de la danse sur Old Time Rock and Roll est désormais culte.
- Tom Cruise n'oubliera jamais que c'est après ce film que sa carrière prit son envol, ce que rappellera une publicité des MTV Movie Awards de 2010.